# 新築地劇団
新築地劇団（しんつきじげきだん）は、かつて日本に存在した劇団である。

## 概要
土方与志らとともに築地小劇場を設立した小山内薫が1928年末に亡くなった後、附属劇場内部に対立が生じ、土方与志を支持する丸山定夫、薄田研二、山本安英、細川ちか子、久保栄らが1929年4月5日に結成した。全国に12の後援会（約2000名）を擁する劇団となり、1939年一年間だけで約7万人の観客を動員するなど、1940年に解散するまで根強いファンが存在した。

## 劇団の歩み
- 1929年（昭和4年）5月3日に第1回公演を開催。演目は、『生ける人形』（片岡鉄兵原作、高田保脚本、土方与志演出、丸山定夫、沢村貞子他出演）、『飛ぶ唄』（金子洋文作、薄田研二、山本安英、細川ちか子出演）。同年7月、第7回公演で、小林多喜二の『蟹工船』を検閲により『北緯五十度以北』（高田保、北村小松脚本）に改題して、帝国劇場で上演。
- 1931年（昭和6年）、東京左翼劇場が中心になって結成されていた日本プロレタリア演劇同盟（プロット）に加盟して、東京左翼劇場や関西の劇団と併存して活動した。
- 1933年（昭和8年）3月15日、前月に亡くなった小林多喜二を追悼するために多喜二原作の「沼尻村」の上演が計画されていたが当局が上演を不許可。さらに上演予定日には稽古場を警官隊が急襲して俳優ら90人以上が拘束された。拘束者の大部分は当日中に解放されている[4]。
- 1934年（昭和9年）、プロットの解散後の村山知義の呼びかけによる「新劇の大同団結」には劇団としては参加せず、分裂によって新たに設立された「新協劇団」とは一線を画した[2]。以後、薄田研二が幹事長となり石川尚、和田勝一、八田元夫らの幹事会を中心として、劇団の再編以降は岡倉士朗、永田靖、本庄克二（東野英治郎）らも加わって活動した。

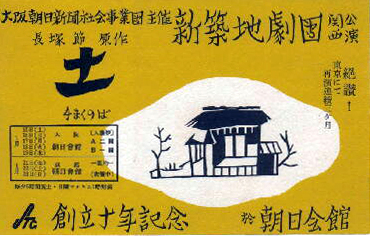
1938年「土」関西公演のチラシ

- 1936年（昭和11年）、山川幸世が入団。演出陣は、千田是也に加えて、岡倉士朗、山川幸世、八田元夫、青山杉作という多様な布陣となり、藤森成吉「渡辺華山」、長塚節「土」、三好十郎「彦六大いに笑ふ」、ゴーリキー「どん底」、イプセン「幽霊」、藤森成吉「江戸城明渡」、和田勝一「海援隊」（久松保夫が初舞台）、水木洋子「早春」、真山青果「坂本竜馬」など多彩な演目を上演した[3]。
- 1938年（昭和13年）3月6日から3月20日まで「綴方教室」（古川良範脚本、岡倉士郎演出、山本安英、本庄克二ら出演）上演。
- 1939年（昭和14年）からは日活と契約して舞台を映画化した「海援隊」などに出演[3]。
- 1940年（昭和15年）5月、千田是也が脱退し、岡倉士朗と山川幸世も続いて退団した。同年8月19日、新協劇団などを含めた大がかりな弾圧がおこなわれ、八田元夫、和田勝一、石川尚、本庄克二、石黒達也、中江隆介、池田生二ら14名、後援会についても小西綾ら大阪後援会の4名をはじめ、静岡と京都で後援会関係者が逮捕された[3]。脱退していた千田是也、岡倉士朗、山川幸世も逮捕された。逮捕を免れた薄田研二は劇団の解散を当局に強要され[3]、新築地劇団は8月23日に解散した。

## エピソード
海外ミステリー小説の翻訳でも知られる久生十蘭は、1929年7月の『北緯五十度以北』で舞台監督を務め、1933年、劇団演出部に正式に所属したが、すぐに退団した。